# Boulevard Frankignoul
Le boulevard Frankignoul est une artère liégeoise.

## Situation et accès
Cette voie qui débute boulevard  Raymond Poincaré et se termine boulevard de Froidmont, est située dans le quartier administratif des Vennes.
Ce boulevard est une section d'une importante artère à quatre voies de circulation (route nationale 30) menant du quai Mativa bordant la Dérivation au quai des Ardennes le long de l'Ourthe. Cette artère est communément et non officiellement appelée par les Liégeois boulevard de l'Automobile qui compte aussi le boulevard Raymond Poincaré, le boulevard de Froidmont, le boulevard de Douai et une petite partie de la rue des Vennes. Un pont ferroviaire de la ligne 40 Liège-Maastricht franchit le boulevard.
Rues adjacentes
- Boulevard Raymond Poincaré
- Rue Adrien De Witte
- Rue Sopers
- Rue Bernimolin
- Rue Charles Steenebruggen
- Rue Pont des Vennes
- Rue Eugène Simonis
- Boulevard de Froidmont

## Origine du nom
Ce boulevard rend hommage à Edgard Frankignoul (1882-1954), industriel liégeois inventeur des pieux Franki. 

## Historique
Le boulevard a été créé au début du XXe siècle, lors des importants travaux d'aménagement de la rive droite de la Meuse, pour l'organisation de l'exposition universelle de 1905. Il suit en fait l'ancien cours principal de l'Ourthe qui a été comblé et détourné par un nouveau tracé creusé entre le quai des Ardennes en rive droite et le quai des Vennes et le quai du Condroz en rive gauche.